# Bactrocera megaspilus
Bactrocera megaspilus är en tvåvingeart som först beskrevs av Hardy 1982.  Bactrocera megaspilus ingår i släktet Bactrocera och familjen borrflugor. Inga underarter finns listade.